# Belgariad-Saga
Die Belgariad-Saga ist ein Romanzyklus des US-amerikanischen Fantasy-Autors David Eddings, der in fünf Bänden veröffentlicht wurde. Im amerikanischen Original erschien der erste Band des Zyklus 1982, der letzte 1984. Die englischen Originaltitel der Bücher enthalten alle Begriffe aus dem Schachspiel – dies soll widerspiegeln, dass die Romane vom Spiel des Schicksals handeln. In der deutschen Übersetzung wurde diese Anspielung nicht aufgenommen.

## Das Universum der Belgariad-Saga
Die Welt, in der die Belgariad-Saga spielt, wird in den Büchern als Erde bezeichnet. Auf dieser fiktiven Erde gibt es zwei Kontinente, die durch eine Landbrücke verbunden sind. Verschiedene Formen von Magie spielen eine wichtige Rolle in der Belgariad-Saga, sie werden unter anderem von Zauberern und Priestern ausgeübt. Es gibt Dämonen in der Welt der Belgariad-Saga, Götter, die sehr direkt Einfluss auf die Menschen nehmen, sowie zwei übergeordnete Mächte. Neben den Menschen wird die Welt von zahlreichen mythischen und erfundenen Wesen bevölkert, wie Dryaden, Harpyien, Drachen und Hruglins. Technisch ist die Welt der Belgariad-Saga in etwa auf dem Stand des Mittelalters. Die häufig vorkommenden Kämpfe werden mit Pfeil und Bogen, Schwertern und Äxten ausgetragen. Der zu Beginn des Zyklus naiv-kindliche Held der Serie, Garion kämpft mit Unterstützung von Freunden und Beschützern gegen das Böse, das von Torak, einem Gott, und dessen Anhängern verkörpert wird.
Die Buchreihe Die Malloreon-Saga spielt in der gleichen Welt und stellt quasi eine Fortsetzung der Belgariad-Saga dar. Die später erschienenen Bücher Belgarath der Zauberer und Polgara die Zauberin kann man als Prequels der Belgariad-Saga verstehen. Der Riva-Kodex ist das letzte Buch, das David Eddings in dieser Welt spielen lässt und bietet vor allem Hintergrundinformationen.

## Grundhandlung
Die Belgariad-Saga hat eine klassische Quest-Handlung. Der Zyklus schildert die Erfüllung einer Prophezeiung. Im Mittelpunkt des Geschehens stehen ein gestohlenes magisches Juwel und ein Heranwachsender: Garion, der gegen seinen Willen zum Erfüller der Prophezeiung wird und so seine Welt rettet. Garion wird von dem Zauberer Belgarath und dessen Tochter Polgara sowie weiteren Helfern, Mentoren und Freunden unterstützt.

## Die einzelnen Bücher
- Kind der Prophezeiung. Bastei Lübbe, Bergisch Gladbach 1984, ISBN 3-404-20189-2,

Die Gefährten. Blanvalet, München 2017, ISBN 978-3-7341-6166-7, Pawn of Prophecy. 1982.
- Zauber der Schlange. Bastei Lübbe, Bergisch Gladbach 1985, ISBN 3-404-20196-5,  Queen of Sorcery. 1982.
- Spiel der Magier. Bastei Lübbe, Bergisch Gladbach 1985, ISBN 3-404-20203-1, Magician’s Gambit. 1983.
- Turm der Hexer. Bastei Lübbe, Bergisch Gladbach 1985, ISBN 3-404-20209-0, Castle of Wizardry. 1984.
- Duell der Zauberer. Bastei Lübbe, Bergisch Gladbach 1985, ISBN 3-404-20215-5, Enchanters End Game. 1984.

## Rezeption
„a series that’s incredibly popular and well-loved by fantasy fans the world over.“ (TV Tropes)
„‘klassische’ Questen-Fantasy im besten Sinne des Wortes, wobei man im Auge behalten sollte, dass er [David Eddings] sich keineswegs nur erzählerischer Gemeinplätze bediente, sondern diese selbst miterschuf.“ (Bibliotheka Phantastika)
Die Belgariad-Saga wird als Vorbild für viele Fantasy-Bücher mit Questhandlungen in den 1980er und 1990er Jahren angesehen.